# Shalë
Shalë è una frazione del comune di Scutari in Albania (prefettura di Scutari).
Fino alla riforma amministrativa del 2015 era comune autonomo, dopo la riforma è stato accorpato, insieme agli ex-comuni di Ana e Malit, Berdicë, Dajç, Gur i Zi, Postribë, Rrethinat, Pult, Scutari, Shosh e Velipojë a costituire la municipalità di Scutari.

## Località
Il comune era formato dall'insieme delle seguenti località:
- Breg-Lumi
- Abat
- Nicaj-Shalë
- Lekaj
- Vuksanaj
- Pecaj
- Theth
- Ndërhysaj
- Gimaj
- Nen-Mavriq
- Lotaj